# Sedum subulatum
Sedum subulatum là một loài thực vật có hoa trong họ Crassulaceae. Loài này được (C.A.Mey.) Boiss. miêu tả khoa học đầu tiên năm 1872.